# Pravice LGBT
Pravice lezbijk, gejev, biseksualnih in transspolnih oseb (LGBT) so posebna različica človekovih pravic. Natančneje se nanašajo na državljanske pravice, ki jih zahtevajo gibanja LGBT in jih številne nacionalne zakonodaje nočejo priznati.
Ker so homoseksualnost, biseksualnost in transidentiteta v številnih državah zatirane, je prva od pravic, ki jih osebe LGBT zahtevajo, pravica, da lahko odprto živijo svoj spol in spolnost ter da so obravnavane enako kot heteroseksualci (pri darovanju krvi, vojaški službi, v postopku priseljevanja idr.). Druge pomembne zahteve oseb LGBT so pravno priznavanje in omogočenje istospolnih parov (kot kohabitacije, registrirane partnerske skupnosti ali zakonske zveze), homoparentalizma (s posvojitvijo, biomedicinsko oploditvijo ali nadomestnim materinstvom) in potrditve spola.
Zavračanje pravic LGBT pogosto temelji na verski osnovi. Vse tri glavne abrahamske religije obsojajo in zatirajo homoseksualne (tako imenovane nenaravne) prakse, številni verski voditelji pa nasprotujejo pozitivnemu razvoju pravic LGBT.